# Kayhude
Kayhude est une commune allemande du Schleswig-Holstein, située à quelques kilomètres au nord de Hambourg, dans l'arrondissement de Segeberg (Kreis Segeberg), sur l'Alster. Kayhude fait partie de l'Amt Itzstedt qui regroupe sept communes autour d'Itzstedt.